# Гольштейнське герцогство

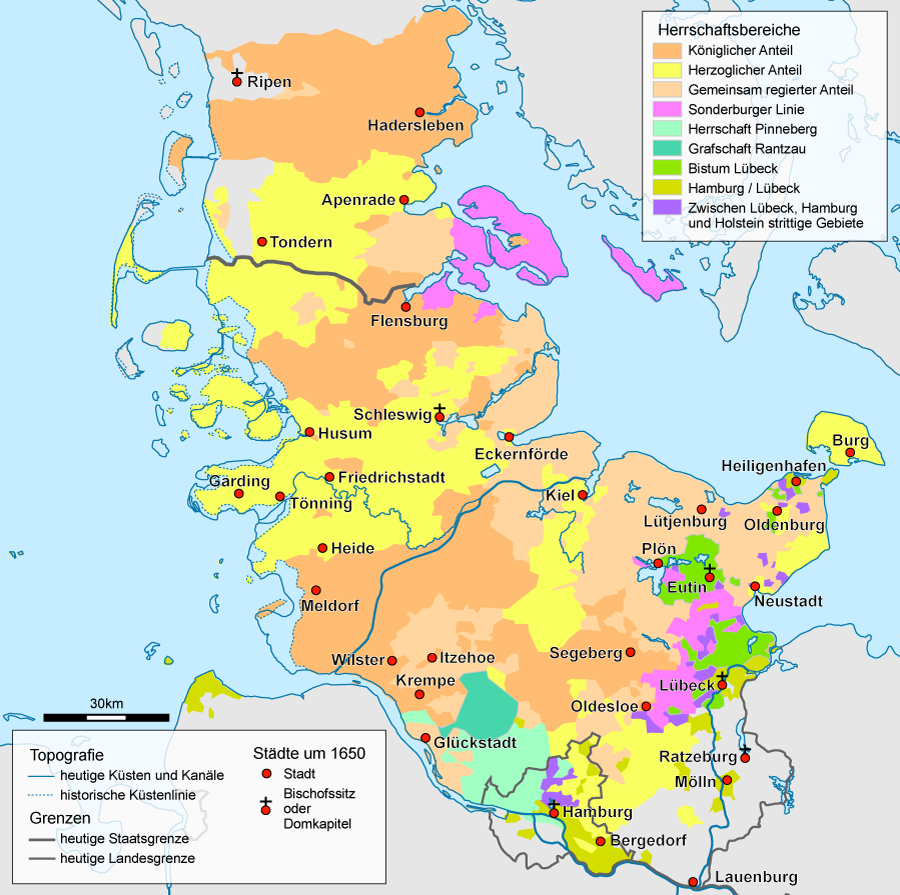
Карта герцогства (1650)

Герцогство (1789)

Гольште́йнське ге́рцогство (нім. Herzogtum Holstein) — у 1474—1864 роках монархічна держава у Центральній Європі, в Гольштейні, зі столицею у місті Глюкштадт. Займало терени сучасної німецької землі Шлезвіг-Гольштейн. Входило до складу Священної Римської імперії (1474—1806) і Німецького союзу (1815—1864). Короткий час перебувало в особистій унії із Данським королівством (1474—1544, 1773—1864). Постало на основі Гольштейнського графства, правитель якого здобув титул герцога в 1474 році від імператора Фрідріха ІІІ. Разом із Шлезвізьким герцогством перебувало під орудою представників Ольденбурзького дому. У 1490—1523 і 1544—1773 роках була роздроблене між гілками цього дому. 1864 року окупована Пруссією в ході дансько-прусської війни. Поділене між австрійською і прусською монархіями того ж року згідно з Віденською угодою. Остаточно анексоване Пруссією 1866 року після австрійсько-прусської війни, перетворена на провінцію Шлезвіг-Гольштейн. Також — Гольштейн, Гольштайн, Гольштінія.

## Державний устрій

### Герцоги
- Крістіан III (король Данії).